# ショティ
ショティ（shoti）は、ジョージアの伝統的なパンである。白い小麦粉で作り、カヌーの形に整形して、タンドールと同語源のtoneと呼ばれる特殊な炉で焼成する。通常のパンと同じように食べることもあるが、イースター、クリスマス、新年、また誕生日や結婚式等の特別な記念日に食べることが多い。